# Can Mular (Mollet del Vallès)
Can Mular, Mulà o Mola, és una masia de Gallecs (Mollet del Vallès, Vallès Oriental) protegida com a bé cultural d'interès local.

## Descripció
És un edifici, de fondària considerable, format per tres cossos. El cos principal és de planta rectangular i dues plantes d'alçada, té coberta a dues vessants. El portal de la façana principal no està centrat respecte al carener.
Els dos cossos annexes tenen una planta i coberta a una vessant. Els murs de càrrega són de paredat comú. Els sostres i cobertes estan construïts amb bigues i cabirons de fusta i teula àrab. Conserva a les cantonades carreus de pedra ben tallats.

## Història
La transformació més important va ser en afegir un cos lateral al primitiu amb el que va desaparèixer una finestra gòtica original.
L'ús original de l'edifici és de masia, actualment no fa la funció d'habitatge però sí que s'usa per funcions agrícoles. El valor de la masia consisteix en el seu origen, la posició territorial, entre bosc i cultius i la possibilitat d'usar-la com equipament. El Pla Especial de Protecció del Patrimoni Arquitectònic de Mollet del Vallès, aprovat provisionalment el 1984, la incorporava com un element a protegir. L'estat de conservació és bastant precari a causa de l'abandonament i manca de manteniment.